# Chrome Island
Chrome Island (före 1940 Yellow Rock) är en ö i Kanada.   Den ligger i Comox Valley Regional District och provinsen British Columbia, i den sydvästra delen av landet, 3 600 km väster om huvudstaden Ottawa.
Terrängen på Chrome Island är varierad. Öns högsta punkt är 4 meter över havet.